# Aeschropteryx costipunctaria
Aeschropteryx costipunctaria är en fjärilsart som beskrevs av Herrich-Schäffer 1858. Aeschropteryx costipunctaria ingår i släktet Aeschropteryx och familjen mätare. Inga underarter finns listade i Catalogue of Life.